# Звезда (футбольный клуб, Санкт-Петербург)
«Звезда́» — российский футбольный клуб из Санкт-Петербурга. Основан в 2008 году.

## Названия
- 2008—2014 — «Тревис и ВВК».
- с 2014 — «Звезда»[1].

## История клуба

### 2008—2019 годы: Становление клуба. Первые шаги в любительском футболе
Клуб был основан в 2008 году воспитанником футбольной школы «Смена» Вадимом Епериным при его группе компаний «Тревис и ВВК», занимающейся производством, торговлей и оказанием услуг в электротехнической сфере. Команда была заявлена на Первенство Санкт-Петербурга по футболу среди мужских команд. На начальном этапе в ней играли только сотрудники фирмы, являвшиеся воспитанниками петербургских футбольных школ: «Смена», «Локомотив» и «Светлана». Позже появлялись известные футболисты, совмещавшие игру в футбол с работой в спонсирующей клуб компании. В дебютном сезоне команда заняла 7 место, а Кирилл Матушанский забил в 18 играх девять мячей, став лучшим бомбардиром клуба.
В 2009 году команда стала победителем Первой лиги города: завоевала первый трофей в своей истории и повысилась в статусе. Лучший бомбардир клуба — Кирилл Петровец, забивший 19 мячей. С 2010 года клуб является регулярным участником чемпионата Санкт-Петербурга среди мужских команд. В этом же году впервые завоевывала золотые медали городских соревнований. С сезона 2011/12 участвовала в Третьем дивизионе российского футбола.
В сезоне 2013/14 стала участником розыгрыша Кубка России как представитель любительских клубов: на стадии 1/256 финала финала проиграла другому петербургскому коллективу — ФК «Русь». Затем стала принимать участие в Кубке России и во всех последующих сезонах.
В начале 2014 года клуб сменил название на ФК «Звезда», а спонсор и владелец остался тот же. Для формирования резерва клуб сотрудничал с ДЮСШ № 2 Василеостровского района.
В 2015 году Дмитрий Шагвин, являвшийся на то время главным тренером клуба, заявил о желании руководства заявить клуб в ПФЛ, если будет найден соответствующий для второго дивизиона стадион.
В 2016 году клуб создал собственную футбольную школу. В этом же году Всеволод Блох, занимавший тогда одновременно посты спортивного директора и главного тренера, заявил, что клуб могут заявить в 2017 году в ПФЛ, но этот вариант только рассматривался.
В 2018 году клуб впервые за несколько лет пропустил соревнования Третьего дивизиона, решив сделать паузу. Продолжил играть в любительских кубках и чемпионатах, как региональных, так и национальных. По ходу сезона председателем совета директоров клуба Александром Черновым было объявлено о готовности построить свой стадион в Приморском районе Санкт-Петербурга.

### С 2019: Получение профессионального статуса

#### Чемпионат города и сезон ПФЛ 2019/2020
В 2019 году команда снова не принимала участие в первенстве МРО «Северо-Запад». 1 апреля на официальной странице клуба «ВКонтакте» появилось сообщение о том, что коллектив будет впервые в своей истории заявлен в ПФЛ. В мае и июне на сайте Федерации футбола Санкт-Петербурга появлялись статьи о подготовке «Звезды» к ПФЛ. В городском чемпионате домашней ареной стал стадион в парке «Дубки» в Сестрорецке. 9 июня генеральный директор областного клуба «Ленинградец» Игорь Левит упомянул красно-чёрных как соперника по дивизиону «Запад».
24 июня 2019 на официальной странице клуба в социальной сети «ВКонтакте» появилась информация о том, что клуб получил лицензию для выступления в ПФЛ, а главный тренер мужской команды Игорь Лебедев готовит её к первому сезону во Втором дивизионе. 27 июня там же было официально объявлено, что с 1 июля клуб будет считаться профессиональным, а состав городской команды претерпит изменения. 28 июня Председатель Совета директоров ФК «Звезда» Александр Чернов рассказал городскому изданию «Петербургский дневник» о предстоящем сезоне в ПФЛ.
В дебютном матче в первенстве ПФЛ 2019/2020 команда крупно уступила клубу «Долгопрудный» 0:5 в группе «Запад». 28 июля 2019 года с таким же счётом «красно-чёрные» проиграла в гостевом матче смоленской команде «Красный-СГАФКСТ» в рамках 1/128 Кубка России по футболу 2019/20. В качестве домашней арены клуб выбрал малую арену «Петровского» и стадион Nova Arena. Первая победа профессионального клуба была одержана 28 сентября 2019 над клубом «Локомотив-Казанка» (3:1) лишь в 11-м туре первенства.
2 декабря 2019 года стало известно, что команду ПФЛ и клубную систему покинул тренер Игорь Лебедев. Ему на смену в профессиональную и городские команды пришли Константин Зайцев и Михаил Галайдыч, тренировавшие любительский клуб «Алгоритм Санкт-Петербург». Также в декабре 2019 года на пост тренера вратарей был назначен Никита Ильин. На зимний перерыв профессиональная команда ушла, оставшись на последней строчке таблицы, на 14-м месте.
Городская же команда в чемпионате Санкт-Петербурга 2019 года заняла 3-е место.
Свой дебютный сезон в ПФЛ профессиональный клуб завершил на 14-м месте в таблице зоны «Запад», оставшись на этой строчке в связи с окончанием соревнований из-за пандемии COVID-19.

#### Сезон 2020/2021
Свой второй год в профессиональном статусе команда начала 8 августа с победы в Кубке России по пенальти 4:3 над «Тверью». Домашней ареной для «Звезды» стала Nova Arena на постоянной основе. В первенстве ПФЛ клуб в первом же матче проиграл «Смоленску» со счётом 0:1. 16 августа «Звезда» вылетела из Кубка России, уступив «Ленинградцу» дома со счётом 1:2. Первую часть сезона команда провела средне.
12 января 2021 года клуб покинули помощники главного тренера Константин Зайцев, Михаил Галайдыч и Никита Ильин. В январе 2021 на место помощников Григория Михалюка были приглашены Евгений Галкин и Иван Лозенков, а также был назначен новый тренер вратарей Александр Самохвалов. В зимнее трансферное окно клуб совершил свой первый трансфер на профессиональном уровне, продав полузащитника Ивана Алексеева в московский клуб «Родина». Это событие позволило команде пополнить состав опытными игроками, такими как Дмитрий Богаев, Максим Андреев, Алексей Гасилин и Кирилл Макеев. Весенняя часть турнира и окончание сезона для команды вышло успешным — не было допущено ни одного поражения. По итогам сезона «Звезда» заняла 8-е место в таблице, а также стала лауреатом в номинациях «За наибольшее количество молодых футболистов в составе» и «За наибольшее количество доморощенных футболистов в составе». 24 июня 2021 года пост главного тренера клуба покинул Григорий Михалюк, а также из команды ушёл его ассистент Евгений Галкин.

#### Сезон 2021/22
1 июля 2021 года новым главным тренером клуба был назначен Анвер Конеев. Летом состав команды пополнили несколько молодых игроков. Сезон команда начала с двух побед: в Кубке России над петербургским любительским клубом «Ядро» со счётом 2:0 в 1/256 финала и над «Балтикой-БФУ» 2:1 на Nova Arena в рамках Второго дивизиона. Из розыгрыша Кубка страны «красно-чёрных» выбил «Ленинградец» в 1/64 финала. Первый этап первенства ФНЛ-2 коллектив завершил на 5 месте в подгруппе 1, тем самым попав в подгруппу «А», что во второй части соревнований должна бороться за выход в Первый дивизион. В зимнее межсезонье в тренерский штаб клуба вошёл Игорь. Лебедев, являвшийся до 2019 года главным тренером команды, а также в заявку команды было внесено множество молодых футболистов, большинство из которых являлись собственными воспитанниками.

#### Сезон 2022/23
В июне 2022 году старшим тренером клуба стал Дмитрий Комбаров, в тренерский штаб клуба так же вошли Александр Самохвалов и Владислав Галкин. 23 сентября было объявлено, что новой ареной для домашних матчей «красно-чёрных» стал стадион «Кировец» в Кировском районе Санкт-Петербурга.

## Текущий состав
| 16 | Флаг России | Вр  | Даниил Фоломкин    | 2005 |  |  |  |  |  |
| 30 | Флаг России | Вр  | Данил Пшеничников  | 1999 |  |  |  |  |  |
| 34 | Флаг России | Вр  | Александр Прохоров | 2007 |  |  |  |  |  |
| 98 | Флаг России | Вр  | Тимур Максимов     | 2006 |  |  |  |  |  |
|    |             |     |                    |      |  |  |  |  |  |
| 18 | Флаг России | Защ | Владимир Пророзов  | 2001 |  |  |  |  |  |
| 22 | Флаг России | Защ | Дмитрий Каптилович | 2003 |  |  |  |  |  |
| 23 | /           | Защ | Никита Ходорченко  | 2000 |  |  |  |  |  |
| 59 | Флаг России | Защ | Андрей Зенюк       | 2005 |  |  |  |  |  |
| 62 | Флаг России | Защ | Валерий Мурзаков   | 2003 |  |  |  |  |  |
| 62 | Флаг России | Защ | Кирилл Сечкин      | 2006 |  |  |  |  |  |
| 91 | Флаг России | Защ | Глеб Комбаров      | 2003 |  |  |  |  |  |

| 91 | Флаг России | Защ | Андрей Трофимов          | 2006 |  |  |  |  |  |
|    |             |     |                          |      |  |  |  |  |  |
| 58 | /           | ПЗ  | Максим Хачатрян          | 2004 |  |  |  |  |  |
| 7  | Флаг России | ПЗ  | Данил Соболев            | 2004 |  |  |  |  |  |
| 8  | /           | ПЗ  | Андрей Выскребенцев      | 2000 |  |  |  |  |  |
| 10 | Флаг России | ПЗ  | Максим Андреев (капитан) | 1988 |  |  |  |  |  |
| 17 | Флаг России | ПЗ  | Егор Шевелёв             | 2004 |  |  |  |  |  |
| 20 | Флаг России | ПЗ  | Владимир Каспарян        | 2004 |  |  |  |  |  |
| 77 | Флаг России | ПЗ  | Максим Сергеев           | 2004 |  |  |  |  |  |
| 79 | Флаг России | ПЗ  | Данила Руллёв            | 2005 |  |  |  |  |  |
|    |             |     |                          |      |  |  |  |  |  |
| 14 | Флаг России | Нап | Степан Евсютин           | 2003 |  |  |  |  |  |
| 27 | Флаг России | Нап | Арсений Филёв            | 2007 |  |  |  |  |  |

## Административный и тренерский штаб
| Должность                        | ФИО                           |
| -------------------------------- | ----------------------------- |
| Председатель совета директоров   | Александр Сергеевич Чернов    |
| Генеральный директор             | Вячеслав Владимирович Клевцов |
| Член совета директоров           | Вадим Дмитриевич Еперин       |
| Член совета директоров           | Николай Александрович Губарев |
| Руководитель службы безопасности | Алексей Леонидович Колацк     |
| Пресс-атташе                     | Тимур Геннадьевич Михайлов    |
| Главный бухгалтер                | Алёна Сергеевна Кан           |
| Юрисконсульт                     | Мария Никитична Токарева      |

| Должность         | ФИО                           |
| ----------------- | ----------------------------- |
| Главный тренер    | Владислав Сергеевич Галкин    |
| Ассистент         | Сергей Данилевский            |
| Ассистент         | Иван Сергеевич Лозенков       |
| Тренер вратарей   | Сергей Тукач                  |
| Начальник команды | Кирилл Викторович Матушанский |
| Врач              | Леонид Романович Цуканов      |
| Массажист         | Роман Владимирович Некрутенко |
| Администратор     | Максим Агафонов               |

## Достижения
| Кубок России по футболу - Четвертьфинал (первый этап): 2022/23 | Первенство России среди любительских футбольных клубов - Победитель: 2016 - Серебряный призёр: 2015 Первенство МРО «Северо-Запад» - Победитель (5): 2012/2013, 2013, 2015, 2016, 2017 - Серебряный призёр: 2014 - Бронзовый призёр: 2011/12 Кубок МРО «Северо-Запад» - Обладатель (4): 2013, 2015, 2016, 2018 | Чемпионат Санкт-Петербурга по футболу - Победитель (9): 2010, 2011, 2012, 2013, 2014, 2015, 2016, 2017, 2018 - Бронзовый призёр: 2019 Кубок Санкт-Петербурга по футболу - Обладатель (5): 2011, 2012, 2014, 2015, 2017 Суперкубок Санкт-Петербурга по футболу - Обладатель (5): 2014, 2015, 2016, 2017, 2019 Зимний турнир МРО «Северо-Запад» на призы Полпреда Президента России в СЗФО - Победитель (2): 2018, 2021 - Серебряный призёр (2): 2017, 2019 - Бронзовый призёр: 2020 |

## Статистика

### В первенствах
| Год     | Дивизион                  | Турнир/Зона                 | Место    | И  | В  | Н  | П  | Мячи    | О  | Лучший бомбардир                | Главный тренер                  | Примечания                                                                                      |
| ------- | ------------------------- | --------------------------- | -------- | -- | -- | -- | -- | ------- | -- | ------------------------------- | ------------------------------- | ----------------------------------------------------------------------------------------------- |
| 2008    | Пятый дивизион            | Первенство Санкт-Петербурга | 7 из 16  | 22 | 9  | 5  | 8  | 59 − 46 | 32 | ?                               | Всеволод Блох                   |                                                                                                 |
| 2009    | Пятый дивизион            | Первенство Санкт-Петербурга | из 16    | 22 | 20 | 1  | 1  | 94 − 25 | 61 | ?                               | Всеволод Блох                   | Выход в Чемпионат Санкт-Петербурга                                                              |
| 2010    | Четвёртый дивизион        | Чемпионат Санкт-Петербурга  | из 12    | 22 | 9  | 5  | 8  | 59 − 46 | 32 | Сергей Новиков — 14 мячей       | Всеволод Блох                   |                                                                                                 |
| 2011    | Четвёртый дивизион        | Чемпионат Санкт-Петербурга  | из 12    | 22 | 15 | 3  | 4  | 65 − 23 | 48 | Игорь Каминский — 18 мячей      | Всеволод Блох                   |                                                                                                 |
| 2011/12 | Первенство ЛФК            | Северо-Запад                | из 7     | 20 | 15 | 2  | 3  | 61 − 13 | 47 | ?                               | Всеволод Блох                   |                                                                                                 |
| 2011/12 | Первенство ЛФК            | Северо-Запад                | из 7     | 10 | 5  | 3  | 2  | 16 − 7  | 48 | ?                               | Всеволод Блох                   |                                                                                                 |
| 2012    | Четвёртый дивизион        | Чемпионат Санкт-Петербурга  | из 11    | 20 | 17 | 3  | 0  | 77 − 9  | 54 | Игорь Каминский — 19 мячей      | Всеволод Блох                   |                                                                                                 |
| 2012/13 | Первенство ЛФК            | Северо-Запад                | из 10    | 14 | 11 | 3  | 0  | 30 − 3  | 36 | Игорь Каминский — 6 мячей       | Всеволод Блох                   |                                                                                                 |
|         | Четвёртый дивизион        | Чемпионат Санкт-Петербурга  | из 10    | 18 | 15 | 1  | 2  | 71 − 18 | 46 | Илья Ульяненков — 15 мячей      | Всеволод Блох                   |                                                                                                 |
| 2013    | Первенство ЛФК            | Северо-Запад                | из 10    | 7  | 6  | 1  | 0  | 20 − 2  | 19 | Илья Ульяненков — 6 мячей       | Всеволод Блох                   |                                                                                                 |
|         | Четвёртый дивизион        | Чемпионат Санкт-Петербурга  | из 10    | 18 | 16 | 1  | 1  | 67 − 9  | 49 | Илья Ульяненков — 9 мячей       | Всеволод Блох                   |                                                                                                 |
| 2014    | Третий дивизион           | Северо-Запад                | из 10    | 18 | 13 | 2  | 3  | 46 − 11 | 41 | Илья Ульяненков — 17 мячей      | Всеволод Блох                   |                                                                                                 |
| 2014    | Третий дивизион           | Финальный турнир (в Сочи)   | 4 из 5   | 3  | 1  | 0  | 3  | 10 − 8  | 3  |                                 | Всеволод Блох                   |                                                                                                 |
|         | Четвёртый дивизион        | Чемпионат Санкт-Петербурга  | из 10    | 18 | 18 | 0  | 0  | 58 − 18 | 54 | Илья Ульяненков — 24 мяча       | Всеволод Блох                   |                                                                                                 |
| 2015    | Третий дивизион           | Северо-Запад                | из 8     | 14 | 11 | 3  | 0  | 40 − 12 | 36 | Илья Ульяненков — 11 мячей      | Всеволод Блох                   |                                                                                                 |
| 2015    | Третий дивизион           | Финальный турнир (в Сочи)   | из 9     | 6  | 2  | 3  | 1  | 9 − 7   | *  |                                 | Всеволод Блох                   | * 2 игры на 1-м этапе (1 из них шла в зачёт 2-го этапа) и 4 — на 2-м                            |
|         | Четвёртый дивизион        | Чемпионат Санкт-Петербурга  | из 8     | 21 | 17 | 0  | 4  | 60 − 16 | 51 | Владислав Кузьмицкий — 14 мячей | Всеволод Блох                   |                                                                                                 |
| 2016    | Третий дивизион           | Северо-Запад                | из 9     | 16 | 14 | 1  | 1  | 43 − 10 | 43 | Илья Ульяненков — 14 мячей      | Всеволод Блох                   |                                                                                                 |
| 2016    | Третий дивизион           | Финальный турнир (в Сочи)   | из 6     | 5  | 3  | 1  | 1  | 7 − 2   | 10 |                                 | Всеволод Блох                   |                                                                                                 |
|         | Четвёртый дивизион        | Чемпионат Санкт-Петербурга  | из 8     | 21 | 18 | 2  | 1  | 65 − 12 | 56 | Никита Смирнов — 12 мячей       | Игорь Лебедев                   |                                                                                                 |
| 2017    | Третий дивизион           | Северо-Запад                | из 5     | 16 | 13 | 3  | 0  | 42 − 7  | 42 | Илья Ульяненков — 9 мячей       | Игорь Лебедев                   |                                                                                                 |
| 2017    | Третий дивизион           | Финальный турнир (в Сочи)   | 6 из 8   | 5  | 1  | 3  | 1  | 6 − 10  | *  |                                 |                                 | сборная Санкт-Петербурга «Звезда»; * 3 игры в группе плюс плей-офф (победа и поражение по пен.) |
| 2018    | Четвёртый дивизион        | Чемпионат Санкт-Петербурга  | из 8     | 21 | 15 | 3  | 3  | 78 − 21 | 48 | Илья Ульяненков — 18 мячей      | Игорь Лебедев                   |                                                                                                 |
| 2019    | Четвёртый дивизион        | Чемпионат Санкт-Петербурга  | из 8     | 21 | 12 | 5  | 4  | 39 − 20 | 41 | Илья Замураев — 5 мячей         | Игорь Лебедев                   |                                                                                                 |
| 2019/20 | Первенство ПФЛ            | «Запад»                     | 14 из 14 | 17 | 2  | 0  | 15 | 9 − 35  | 6  | Евгений Гаврилов — 2 мяча       | Игорь Лебедев, Григорий Михалюк | Не сыграно 9 игр. Сезон завершён досрочно из-за COVID-19                                        |
| 2020/21 | Первенство ПФЛ            | Группа 2                    | 8 из 16  | 30 | 11 | 12 | 7  | 44 − 29 | 45 | Алексей Гасилин — 7             | Григорий Михалюк                |                                                                                                 |
| 2021/22 | Второй дивизион           | Группа 2                    | 7 из 21  | 30 | 14 | 5  | 11 | 45 − 36 | 47 | Максим Андреев — 7              | Анвер Конеев                    | Приведены суммарные показатели обоих этапов                                                     |
| 2022/23 | Вторая лига               | Группа 2                    | 9 из 22  | 32 | 12 | 11 | 9  | 55 − 40 | 47 | Максим Андреев — 17             | Дмитрий Комбаров                | Приведены суммарные показатели обоих этапов                                                     |
| 2023    | Вторая лига, дивизион «Б» | Группа 2                    | 12 из 18 | 17 | 6  | 2  | 9  | 41 − 31 | 20 | Виталий Карпенко — 8            | Дмитрий Комбаров                |                                                                                                 |

### В кубке России
| Номер | Сезон   | Стадия      | Соперник                | Место проведения | Результат        | Результат |
| ----- | ------- | ----------- | ----------------------- | ---------------- | ---------------- | --------- |
| 1     | 2013/14 | 1/256       | Русь                    | дома             | 0:1              |           |
| 2     | 2014/15 | 1/256       | Волга (Тверь)           | дома             | 0:1, д. в.       |           |
| 3     | 2015/16 | 1/256       | Псков-747               | дома             | 1:2              |           |
| 4     | 2016/17 | 1/128       | Динамо (СПб)            | дома             | 0:1              |           |
| 5     | 2017/18 | 1/256       | Луки-Энергия            | дома             | 0:0, 4:2 по пен. |           |
| 6     | 2017/18 | 1/128       | Псков-747               | в гостях         | 0:2              |           |
| 7     | 2018/19 | 1/128       | Ленинградец             | дома             | 3:1              |           |
| 8     | 2018/19 | 1/64        | Луки-Энергия            | в гостях         | 0:1              |           |
| 9     | 2019/20 | 1/128       | Красный-СГАФКСТ         | в гостях         | 0:5              |           |
| 10    | 2020/21 | 1/256       | Волга (Тверь)           | в гостях         | 0:0, 4:3 по пен. |           |
| 11    | 2020/21 | 1/128       | Ленинградец             | дома             | 1:2              |           |
| 12    | 2021/22 | 1/256       | Ядро                    | в гостях         | 2:0              |           |
| 13    | 2021/22 | 1/128       | Тверь                   | дома             | 1:0              |           |
| 14    | 2021/22 | 1/64        | Ленинградец             | дома             | 1:2              |           |
| 15    | 2022/23 | 2-й раунд   | Ядро                    | дома             | 2:1              |           |
| 16    | 2022/23 | 3-й раунд   | Амкал                   | в гостях         | 2:2, 4:2 по пен. |           |
| 17    | 2022/23 | 4-й раунд   | Велес                   | дома             | 2:0              |           |
| 18    | 2022/23 | 5-й раунд   | Родина                  | в гостях         | 4:3              |           |
| 19    | 2022/23 | 6-й раунд   | КАМАЗ                   | в гостях         | 2:1              |           |
| 20    | 2022/23 | 1/4, I этап | Пари Нижний Новгород    | дома             | 0:2              |           |
| 21    | 2023/24 | 2-й раунд   | Динамо (СПб)            | в гостях         | 2:2, 1:4 по пен. |           |
| 22    | 2024/25 | 1-й раунд   | СШОР 1 — Кристалл (СПб) | в гостях         | 1:4              |           |
| 1. 2. |         |             |                         |                  |                  |           |

## Дополнительные сведения

### Клубные цвета и экипировка
| Красный | Чёрный |

- Основные цвета формы клуба «красный» и «чёрный», дополнительный цвет формы «белый».
- Обмундированием команды занимается местный экипировочный центр итальянской марки спортивный одежды Givova.

### Спонсоры
- С 2008 года по настоящее[какое?] время основным спонсором футбольного клуба является группа компаний компаний «Тревис и ВВК». С июня 2020 года дополнительно обозначается производственное подразделение «ВВК-Электро-Щит», входящее в группу компаний;
- С 2016 по 2021 годы одним из партнёров клуба была компания «Хваловские воды»;
- В сезоне 2020/21 партнёрами клуба стали компания «Транстур Тревел», «Маркатек», ЦФП «Восхождение», медицинский центр «Элеос» и центр МРТ «Ами»;
- С января 2021 года компания «Аква-Питер» является одним из партнёров клуба.

## Система клуба
Частью футбольной команды являются:
- Профессиональный футбольный клуб «Звезда», выступающий во Второй лиге;
- Мужская любительская команда «Звезда», выступающая в городских соревнованиях;
- Молодёжная команда «Звезда-м», выступающая в городских соревнованиях;
- Женский футбольный клуб «Звезда», играющий в классический профессиональный и любительский пляжный футбол, а также в мини-футбол (основан 1 августа 2011 года, как «Тревис и ВВК»);
- Мужской пляжный футбольный клуб «Звезда», выступающий в городских соревнованиях;
- Футбольная школа и её детско-юношеские футбольные команды (ДЮФК).

## Фарм-клуб
После создания профессиональной команды и завершения её состава выступления на городском уровне, в клубной системе появилась дублирующая команда на городском уровне. В её состав вошли игроки городской молодёжной команды и игроки из ПФЛ, которым не хватало игровой практики. Первым турниром для фарм-клуба стало зимнее первенство Санкт-Петербурга 2019/20, где та заняла 14 место. В чемпионате Санкт-Петербурга 2020 года городской состав занял 6-е место. Главным тренером коллектива до января 2021 года был Константин Зайцев. Зимнее первенство Санкт-Петербурга среди мужских и молодёжных команд 2020/21 завершил на 4-м месте. В январе на должность наставника команды был назначен Андрей Пушкарёв.
Результаты в чемпионате города среди мужских (взрослых) команд: в 2021 году — 4-е место, в 2022 — 8-е, в 2023 (турнир стал относиться к III дивизиону) — 7-е.
Домашней ареной для команды является стадион ЦФКСиЗ Василеостровского района на Малом проспекте В.О., дом 66. Игроки молодёжной и детско-юношеских команды периодически выходят в составе «Звезды-2».

## Футбольная школа
В 2016 году была основана собственная детско-юношеская спортивная школа. Был открыт набор игроков 2001 года рождения. С 2017 года команды разных возрастов принимают участие любительских частных, международных и городских соревнованиях.
По взаимному соглашению сторон 25 ноября 2019 года клуб покинули 4 сотрудника ДЮСШ: тренер вратарей Алексей Дугнист, до осени 2019 года игравший в профессиональном клубе, начальник ДЮФК Александр Курков, тренеры Александр Щагвин и Михаил Сергеев, в своё время внёсшие огромный вклад в становление профессионального клуба и ДЮСШ.

## Молодёжная команда
С 2011 года вместе с основной командой существует молодёжный состав. С декабря 2019 года большинство игроков состава входят в «Звезду-2» (фарм-клуб, городскую команду).
| Должность      | ФИО                           |
| -------------- | ----------------------------- |
| Главный тренер | Андрей Валерьевич Пушкарёв    |
| Старший тренер | Семён Леонидович Емельянцев   |
| Тренер         | Владимир Владимирович Нагибин |

### Состав молодёжной команды
|  | Флаг России | Вр  | Максим Попов      | 2003 |  |  |  |  |  |
|  | Флаг России | Вр  | Батраз Джанаев    | 2001 |  |  |  |  |  |
|  |             |     |                   |      |  |  |  |  |  |
|  | Флаг России | Защ | Юрий Росляков     | 2003 |  |  |  |  |  |
|  | Флаг России | Защ | Глеб Комбаров     | 2003 |  |  |  |  |  |
|  | Флаг России | Защ | Никита Настас     | 2003 |  |  |  |  |  |
|  | Флаг России | Защ | Олег Исаков       | 2002 |  |  |  |  |  |
|  | Флаг России | Защ | Данила Гердий     | 2001 |  |  |  |  |  |
|  | Флаг России | Защ | Кирилл Груздев    | 2001 |  |  |  |  |  |
|  | Флаг России | Защ | Михаил Сабанин    | 2001 |  |  |  |  |  |
|  | Флаг России | Защ | Тимур Казанский   | 2001 |  |  |  |  |  |
|  |             |     |                   |      |  |  |  |  |  |
|  | Флаг России | ПЗ  | Артём Кольцов     | 2003 |  |  |  |  |  |
|  | Флаг России | ПЗ  | Илья Серый        | 2003 |  |  |  |  |  |
|  | Флаг России | ПЗ  | Тимур Худогулов   | 2003 |  |  |  |  |  |
|  | Флаг России | ПЗ  | Тимур Галухин     | 2002 |  |  |  |  |  |
|  | Флаг России | ПЗ  | Евгений Ерошенков | 2002 |  |  |  |  |  |

|  | Флаг России | ПЗ  | Раул Ибрагимов      | 2002 |  |  |  |  |  |
|  | Флаг России | ПЗ  | Валим Медведев      | 2002 |  |  |  |  |  |
|  | Флаг России | ПЗ  | Данила Хализов      | 2002 |  |  |  |  |  |
|  | Флаг России | ПЗ  | Михаил Токтарев     | 2002 |  |  |  |  |  |
|  | Флаг России | ПЗ  | Расул Газимагомедов | 2001 |  |  |  |  |  |
|  | Флаг России | ПЗ  | Егор Чесноков       | 2001 |  |  |  |  |  |
|  | Флаг России | ПЗ  | Алексей Романов     | 2000 |  |  |  |  |  |
|  | Флаг России | ПЗ  | Александр Бахтин    | 2000 |  |  |  |  |  |
|  | Флаг России | ПЗ  | Шахризод Султонов   | 2000 |  |  |  |  |  |
|  | Флаг России | ПЗ  | Давид Тодуа         | 2000 |  |  |  |  |  |
|  |             |     |                     |      |  |  |  |  |  |
|  | Флаг России | Нап | Даниил Дмитриенко   | 2003 |  |  |  |  |  |
|  | Флаг России | Нап | Назар Сорокин       | 2002 |  |  |  |  |  |
|  | Флаг России | Нап | Кирилл Фоменко      | 2002 |  |  |  |  |  |
|  | Флаг России | Нап | Даниил Мусаткин     | 2001 |  |  |  |  |  |

### Статистика молодёжной команды
| Год  | Турнир                                                            | Место | Тренеры           | Примечание |
| ---- | ----------------------------------------------------------------- | ----- | ----------------- | ---------- |
| 2013 | Первенство Санкт-Петербурга среди молодёжных команд. Высшая лига. | 5     | ?                 |            |
| 2014 | Первенство Санкт-Петербурга среди молодёжных команд. Высшая лига. | 7     | ?                 |            |
| 2015 | Первенство Санкт-Петербурга среди молодёжных команд. Первая лига. | 4     | ?                 |            |
| 2016 | Первенство Санкт-Петербурга среди молодёжных команд. Высшая лига. | 2     | И. Б. Лебедев     |            |
| 2017 | Первенство Санкт-Петербурга среди молодёжных команд. Высшая лига. | 3     | Г. А. Михалюк     |            |
| 2018 | Первенство Санкт-Петербурга среди молодёжных команд. Высшая лига. | 2     | Г. А. Михалюк     |            |
| 2019 | Первенство Санкт-Петербурга среди молодёжных команд. Высшая лига. | 1     | Г. А. Михалюк     |            |
| 2020 | Первенство Санкт-Петербурга среди молодёжных команд. Высшая лига. | 5     | Константин Зайцев |            |

## Инфраструктура
В качестве домашней арены «Звезда» использует стадион Nova Arena. Тренировочной базой для клуба является стадион «Коломяги-Спорт», расположенный в Приморском районе Санкт-Петербурга.
Осенью 2021 года в Приморском районе для нужд футбольной школы был открыт стадион «Звезда» с размером поля 60х40 и административным зданием. Со второй половины 2020 года также для нужд футбольной школы ведётся реконструкция стадиона «Химик» в Красногвардейском районе города.